# 532 (szám)
Az 532 (római számmal: DXXXII) egy természetes szám.

## A szám a matematikában
A tízes számrendszerbeli 532-es a kettes számrendszerben 1000010100, a nyolcas számrendszerben 1024, a tizenhatos számrendszerben 214 alakban írható fel.
Az 532 páros szám, összetett szám, kanonikus alakban a 22 · 71 · 191 szorzattal, normálalakban az 5,32 · 102 szorzattal írható fel. Tizenkettő osztója van a természetes számok halmazán, ezek növekvő sorrendben: 1, 2, 4, 7, 14, 19, 28, 38, 76, 133, 266 és 532.
Ötszögszám.
Az 532 négyzete 283 024, köbe 150 568 768, négyzetgyöke 23,06513, köbgyöke 8,10284, reciproka 0,0018797. Az 532 egység sugarú kör kerülete 3342,65458 egység, területe 889 146,11919 területegység; az 532 egység sugarú gömb térfogata 630 700 980,5 térfogategység.